# Jurongia fusiformis
Jurongia fusiformis è un pesce osseo estinto, appartenente ai parasemionotiformi. Visse nel Triassico inferiore (Olenekiano, circa 249 - 248 milioni di anni fa) e i suoi resti fossili sono stati ritrovati in Cina.

## Descrizione
Questo pesce era di piccole dimensioni, e non doveva superare di molto i 12 centimetri di lunghezza. Possedeva un corpo fusiforme, con scaglie romboidali e ricoperte da uno spesso strato di ganoina, la cui parte posteriore esposta era liscia. Jurongia era caratterizzato da un opercolo più grande del subopercolo, da un preopercolo subquadrilaterale, piuttosto stretto, alto e quasi verticale, da un interopercolo piccolo e triangolare, dalla mascella piccola non comunicante con il preopercolo posteriormente e da ossa sopramascellari molto piccole. 

## Classificazione
Jurongia è un rappresentante dei parasemionotiformi, un gruppo di pesci ganoidi affini agli amiiformi e tipici del Triassico. Jurongia fusiformis venne descritto per la prima volta nel 2002 da Liu, sulla base di resti fossili quasi completi provenienti dalla formazione Qinglong sul monte Qingshan nei pressi di Jurong, nella provincia di Jiangsu in Cina. Altri fossili attribuiti a questa specie sono stati ritrovati nella formazione Helongshan sul monte Majiashan nella zona di Chaohu nella provincia di Anhui. 